# Anaïs Napoleón
Anaïs Napoleón, aussi connue sous le nom de Anne Tiffon Cassan (Narbonne, 18 mars 1831 - Barcelone, 21 juillet 1912), est une photographe franco-espagnole. Elle est l'une des premières femmes à réaliser des daguerréotypes en Espagne. Elle est également spécialisée dans la fabrication de cartes de visite comportant des photographies. Anaïs Napoleón est toujours très intéressée par les progrès de la photographie et les applique à son travail. Certains éléments indiquent qu'elle est la seule femme à travailler avec des images en mouvement.

## Biographie
Anne Tiffon est née le 18 mars 1831 à Narbonne. Elle est la fille d'Alexis Tiffon, un perruquier âgé de 23 ans, et de Marie Cassan.
Elle s'installe avec ses parents, Napoleon Tiffon (un "artiste pédicure") et Marie Casan, à Barcelone en 1846, où ils s'installent sous le nom de "Napoleón". Elle épouse Antonio Fernández Soriano le 24 décembre 1850. En 1853, ils s'installent dans un petit magasin de photographie au deuxième étage du boulevard en face de l'église paroissiale de Santa Monica. Anaïs appelle son mari Fernando parce qu'il n'aime pas le nom Fernandez. L'entreprise s'appelle Anais i Fernando, puis los hermanos Napoleón. Ils se spécialisent dans les portraits. Le nouveau nom de l'entreprise est tiré du nom de famille d'Anaïs Napoleón et non de celui de son mari qui est Soriano.
Leur activité dans le quartier de La Rambla est attestée par un avis publié le 31 juillet 1853 dans le Correo de Barcelona. Après avoir acquis le cinématographe Lumière, ils ouvrent un cinéma sur la Rambla de Santa Mónica et un autre sur l'Avenida del Parelelo. Ils abandonnent la cinématographie en 1908, mais leur studio de photographie est transmis à leurs enfants et, après avoir été dirigé par trois générations de la famille, il finit par fermer en 1968.
Elle est la fondatrice de la dynastie dite des photographes Napoleón.
Anaïs Napoleón meurt le 21 juillet 1912.

## Galerie

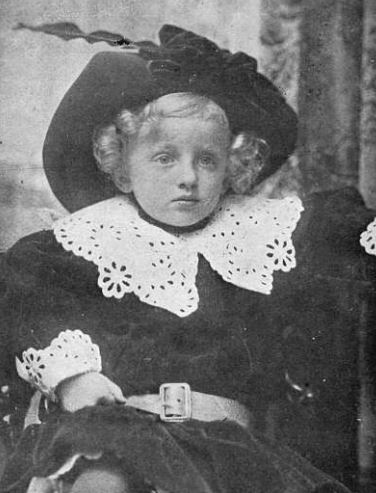
Fils de Manuel de Montoliu (1908)
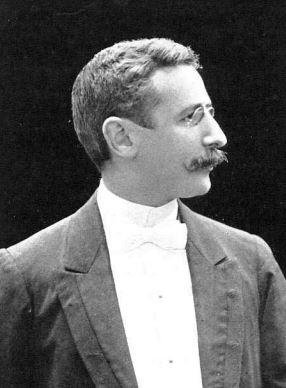
Francesc Carreras i Candi (1903)
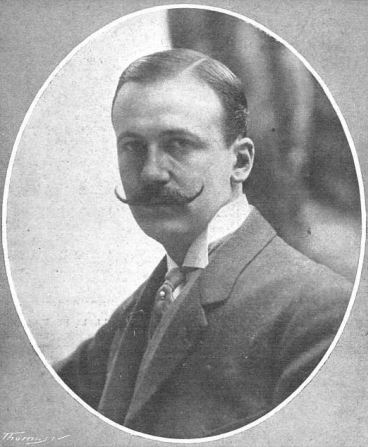
Joan Maria Guasch (1909)
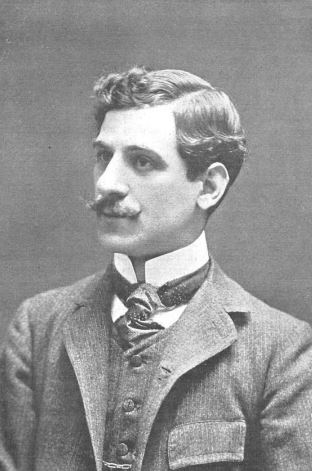
José León Pagano (1904)